# Лосіха (Косіхинський район)
Лосі́ха (рос. Лосиха) — село у складі Косіхинського району Алтайського краю, Росія. Адміністративний центр Лосіхинської сільської ради.

## Населення
Населення — 848 осіб (2010; 1088 у 2002).
Національний склад (станом на 2002 рік):
- росіяни — 90 %